# Schwarze Scharen
Ne doit pas être confondu avec Schwarze Schar.
Les Schwarze Scharen (en français : « bandes noires ») sont des groupes de résistance anarchistes et anarcho-syndicalistes, constitués d'adolescents et de jeunes adultes dans les dernières années de la République de Weimar.

## Histoire
Dans de nombreuses villes du Reich allemand des années 1920 et 1930, on trouve des petits groupes des Jeunes anarchistes-syndicalistes d'Allemagne (SAJD) de l'Union libre des travailleurs d'Allemagne (FAUD). Ces groupes anarchistes qui s'opposent à la fois au mouvement national-socialiste et aux activités du Parti communiste d'Allemagne, sont des formations clandestines locales fondées à partir de 1929 et connues sous le nom de Schwarze Scharen ; elles sont pour la plupart peu équipées en armes et en explosifs, du moins à leurs débuts.
Leurs membres s'habillent uniformément de noir et suscitent ainsi la controverse dans le mouvement syndicaliste et anarchiste, d'une part parce que l'uniformité y est majoritairement rejetée, et d'autre part parce que les camarades anarchistes plus âgés considèrent que les vêtements noirs représentent la militarisation, et que les combats de rue sont une rechute dans les formes dépassées de terrorisme politique du XIXe siècle.
Pendant plusieurs années, les Schwarze Scharen parviennent à empêcher les attaques des nazis contre les assemblées politiques et dans les quartiers populaires. Ces groupes mobilisent en moyenne 300 à 400, au maximum 1 500 participants à leurs réunions.  Ils sont présents en Rhénanie, Allemagne centrale et dans la région de Berlin.
Parmi les fondateurs, on compte Theodor Bennek, Paul "Max" Czakon, Alfons Pilarski (Haute-Silésie), Walter Kaps (Berlin), Willi Paul (Cassel) et Gustav Doster (Darmstadt).
Avec la prise du pouvoir par les nazis en 1933, les organisations de jeunesse anarchistes et anarcho-syndicalistes telles que la SAJD sont dissoutes afin d'éviter une interdiction et de nouvelles arrestations de leurs membres, dont certains ont été envoyés en camp de concentration. Ceux qui ont été épargnés se sont exilés ou ont formé une résistance clandestine avec des camarades plus âgés : des fonds sont collectés pour les camarades emprisonnés, des réunions organisées avec d'autres villes, on achemine soi-même le courrier en se déplaçant, une assistance est apportée aux fugitifs, on peint des slogans sur les murs et on imprime des brochures en collaboration avec des groupes de jeunes de gauche.
En Rhénanie, la Gestapo démantèle la résistance anarcho-syndicaliste au tournant de l'année 1937 et arrête plus de 100 personnes. Les jeunes adultes sont placés en « garde à vue », torturés et la plupart d'entre eux sont condamnés en 1937 pour « préparation à la haute trahison ». Certains sont libérés en 1938, arrêtés à nouveau en 1939, envoyés en camp de concentration et brutalisés ; une partie d'entre eux meurt en détention. Quelques survivants sont contraints de rejoindre les formations spéciales SS en 1944. D'autres se sont déjà exilés en Espagne à partir de 1936 pour lutter contre le fascisme lors de la guerre civile espagnole.
Les Schwarze Scharen ont brièvement publié un magazine, Rebellen.